# Joe Mantello
Joseph Mantello, detto Joe (Rockford, 27 dicembre 1962), è un attore e regista teatrale statunitense, noto soprattutto per il suo lavoro nel teatro di Broadway. All'originale attività di attore ha sostituito (anche se mai definitivamente) quella di regista teatrale di musical, drammi e opere liriche.

## Carriera
Debuttò a Broadway nel 1993, nella produzione originale del dramma Premio Pulitzer di Tony Kushner Angels in America - Fantasia gay su temi nazionali: Mantello interpretava Louis, l'amante del suo protagonista, e per la sua performance fu candidato al Tony Award al miglior attore non protagonista in uno spettacolo e vinse il Drama Desk Award. L'anno successivo debuttò a Broadway in veste di regista con What's Wrong with This Picture?, una commedia di scarsissimo successo, a cui seguì nel 1995 il grande successo della commedia di Terrence McNally Love! Valour! Compassion!: la piece vinse il Tony Award al miglior spettacolo e Mantello ricevette una nomination come miglior regista.
Da allora si dedicò quasi esclusivamente alla regia teatrale di classici (Glengarry Glen Ross e La strana coppia nel 2005,) e drammi moderni di grande successo (I'll Eat You Last con Bette Midler nel 2013, il dramma vincitore del Tony Award al miglior spettacolo The Humans nel 2016); per la sua regia del dramma Premio Pulitzer Take Me Out vinse il Tony Award alla miglior regia nel 2005. È anche un apprezzato regista di musical ed è noto soprattutto per aver diretto il musical di Stephen Schwartz Wicked, in scena a Broadway da oltre 13 anni; nel 2004 vinse il Tony Award alla miglior regia di un musical per la sua produzione di Assassins, un musical di Stephen Sondheim con Neil Patrick Harris e Michael Cerveris.
Negli ultimi anni, Mantello ha anche ricominciato a lavorare come attore. Nel 2011 è stato il protagonista di un acclamato revival del dramma The Normal Heart, per cui fu candidato al Tony Award al miglior attore protagonista in uno spettacolo, e nel 2017 recita accanto a Sally Field in un revival del classico di Tennessee Williams Lo zoo di vetro.
Nel 2018 dirige la prima produzione di Broadway della piece The Boys in the Band, in scena al Booth Theatre dal 28 aprile all'11 agosto. Prodotta da Ryan Murphy, questo allestimento celebra il cinquantesimo anniversario di The Boys in the Band e il cast comprende Jim Parsons (Michael), Zachary Quinto (Harold), Andrew Rannells (Larry), Charlie Carver (Cowboy), Tuc Watkins (Hank) e Matt Bomer (Donald).

## Vita privata
Mantello è apertamente gay e ha avuto una relazione con Jon Robin Baitz dal 1990 al 2002.

## Filmografia

### Regista
- Le stagioni dell'amore (Love! Valour! Compassion!) (1997)
- The Boys in the Band (2020)

### Attore

#### Cinema
- Cookie, regia di Susan Seidelman (1989)

#### Televisione
- Law & Order - I due volti della giustizia - serie TV, 2 episodi (1991-1998)
- Sisters - serie TV, 1 episodio (1993)
- The Normal Heart, regia di Ryan Murphy – film TV (2014)
- Hollywood – miniserie TV, 7 puntate (2020)
- American Horror Story – serie TV, 10 episodi (2022)
- The Watcher – serie TV, 5 episodi (2022)
- Feud – serie TV (2024)

## Teatrografia parziale

### Regista
- Love! Valour! Compassion! di Terrence McNally. Manhattan Theatre Club e Walter Kerr Theatre, New York (1994)
- Corpus Christi di Terrence McNally. Manhattan Theatre Club e Walter Kerr Theatre, New York (1998)
- Il calapranzi di Harold Pinter. Williamstown Theatre Festival di Williamstown (2001)
- Storia dello zoo di Edward Albee. Williamstown Theatre Festival di Williamstown (2001)
- I monologhi della vagina di Eve Ensler. Westside Theatre di New York (1999)
- Take Me Out di Richard Greenberg. Donmar Warehouse di Londra (2002) e Walter Kerr Theatre di New York (2003)
- A Man of No Importance, libretto di Terrence McNally, musiche di Stephen Flaherty, testi di Lynn Ahrens. Lincoln Center di New York (2002)
- Frankie and Johnny in the Clair de Lune di Terrence McNally. Belasco Theatre di New York (2002)
- Wicked, libretto di Winnie Holzman, musiche e testi di Stephen Schwartz. Gershwin Theatre di New York (2003), Apollo Victoria Theatre di Londra (2006), tour internazionali
- Assassins, libretto di John Weidman, musiche e testi di Stephen Sondheim. Studio 54 di New York (2004)
- Glengarry Glen Ross di David Mamet. Bernard B. Jacobs Theatre di New York (2005)
- La strana coppia di Neil Simon. Brooks Atkinson Theatre di Broadway (2005)
- Tre giorni di pioggia di Richard Greenberg. Bernard B. Jacobs Theatre di Broadway (2006)
- The Ritz di Terrence McNally. Studio 54 di New York (2007)
- Blackbird di David Harrower. New York City Center di New York (2007)
- Pal Joey, libretto di John O'Hara, testi di Lorenz Hart, colonna sonora di Richard Rodgers. Studio 54 di Broadway (2008)
- The Pride di Alexi Kaye Campbell. MCC Theater di New York (2010)
- Other Desert Cities di Jon Robin Baitz. Booth Theatre di Broadway (2011)
- Casa Valentina di Harvey Fierstein. Samuel J. Friedman Theatre di New York (2014)
- The Humans di Stephen Karam. Laura Pels Theatre e Helen Hayes Theatre di New York (2015-2016)
- Blackbird di David Harrower. Belasco Theatre di Broadway (2016)
- Tre donne alte di Edward Albee. John Golden Theatre di New York (2018)
- The Boys in the Band di Mart Crowley. Booth Theatre di New York (2018)
- Chi ha paura di Virginia Woolf? di Edward Albee. Booth Theatre di Broadway (2020)
- Here We Are, libretto di David Ives, musiche e testi di Stephen Sondheim. The Shed dell'Off-Broadway (2023)

### Attore
- Walkind the Dead di Keith Curran, regia di Mark Ramont. Circle Repertory Theatre di New York (1991)
- The Baltimore Waltz di Paula Vogel, regia di Anne Bogart. Circle Repertory Theatre di New York (1992)
- Angels in America - Fantasia gay su temi nazionali di Tony Kushner, regia di George C. Wolfe. Walter Kerr Theatre di New York (1993)
- The Normal Heart di Larry Kramer, regia di Joel Grey e George C. Wolfe. John Golden Theatre di New York (2011)
- Lo zoo di vetro di Tennessee Williams, regia di Sam Gold. Belasco Theatre di New York (2017)

## Doppiatori italiani
Nelle versioni in italiano delle opere in cui ha recitato, Joe Mantello è stato doppiato da:
- Franco Mannella in The Normal Heart, Hollywood
- Riccardo Polizzy Carbonelli in American Horror Story, Feud
- Andrea Pirolli in The Watcher